# Вальдина
Вальдина (итал. Valdina) — коммуна в Италии, располагается в регионе Сицилия, в провинции Мессина.
Население составляет 1206 человек (2008 г.), плотность населения составляет 603 чел./км². Занимает площадь 2 км². Почтовый индекс — 98040. Телефонный код — 090.
Покровителем клммуны почитается святой Панкратий Тавроменийский, празднование 9 июля.

## Демография
Динамика населения:

## Администрация коммуны
- Официальный сайт: http://www.comune.valdina.me.it/